# Jacques Zon
Jacob Abraham "Jacques" Zon (Den Haag, 21 april 1872 – aldaar, 27 maart 1932) was een Nederlandse schilder, tekenaar, graficus en illustrator. Zon kreeg als dertienjarige les van Willem Maris en kon met een koninklijke subsidie terecht in het atelier van de Franse schilder Fernand Cormon. In 1893 keerde hij terug in Den Haag, waar hij succesvol was in het decoratiewerk en ontwerpen van affiches. Desondanks besloot Zon zich vanaf 1902 te wijden aan de kunst. Al snel exposeerde en verkocht hij veel tekeningen, aquarellen en schilderijen. Zon schilderde in navolging van Maris veel landschappen met polderwerkers en boereninterieurs in sombere en donkere kleuren in forse streken. Deze stukken vonden gretig aftrek in binnen- en buitenland. 
Na de Eerste Wereldoorlog ging Jacques Zon op reis door België, Frankrijk en Italië. Hij werd vooral geïnspireerd door de kust van Bretagne, in het bijzonder het vissersplaatsje Concarneau. Vele werken met als onderwerp de zee, het strand en de vissersboten waren het gevolg. Onder invloed van het zuidelijke landschap en de Franse moderne kunst ging Zon in lichtere kleuren en met meer verfijnd penseel schilderen, waardoor zijn werk zonniger en levendiger werd. Juist deze late episode in Zons oeuvre wordt onder moderne kunstcritici hoog gewaardeerd.

## Galerij

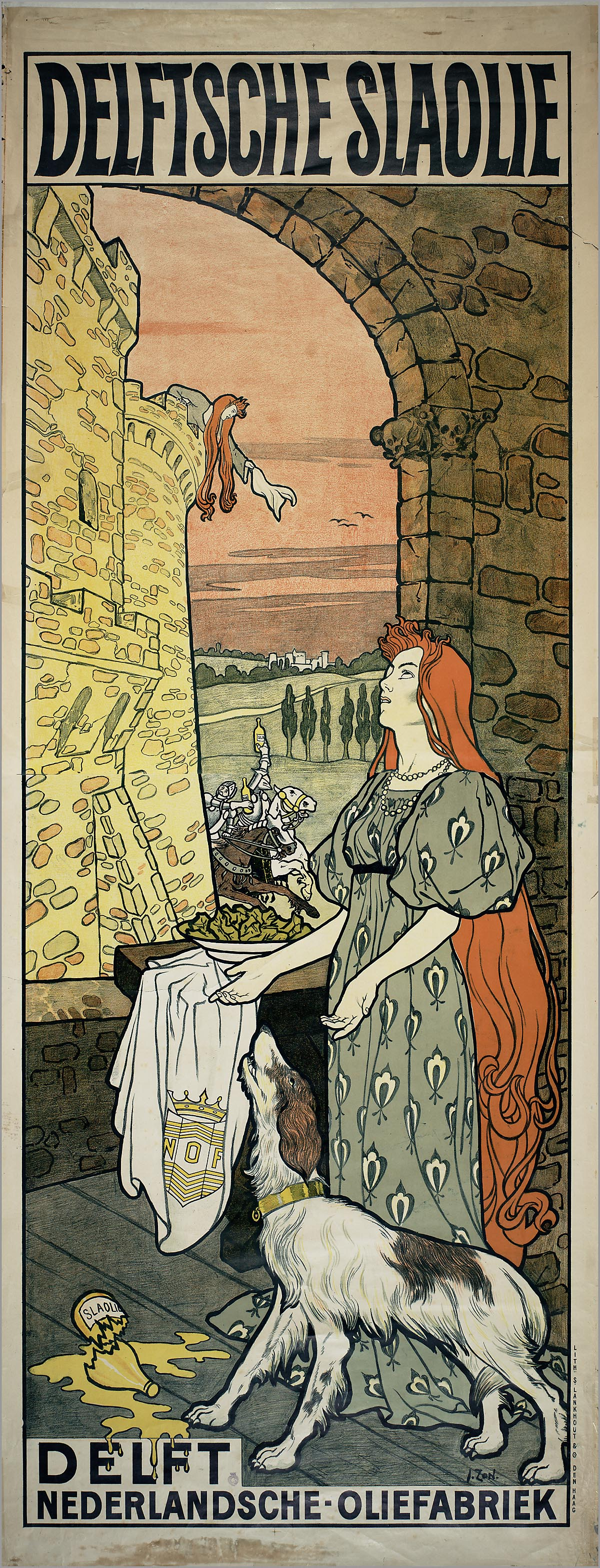
Delftsche Slaolie
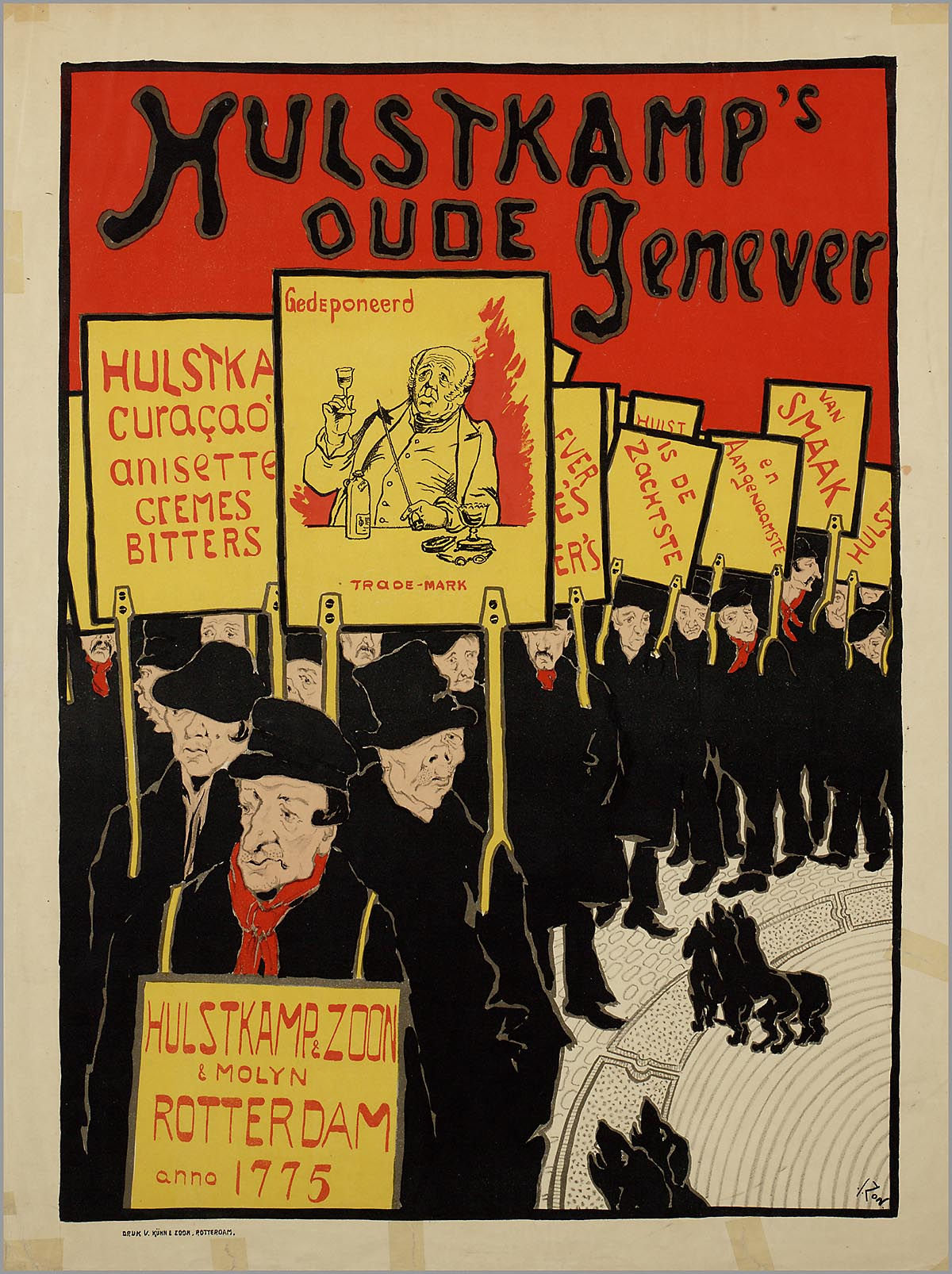
Hulstkamps Oude Jenever
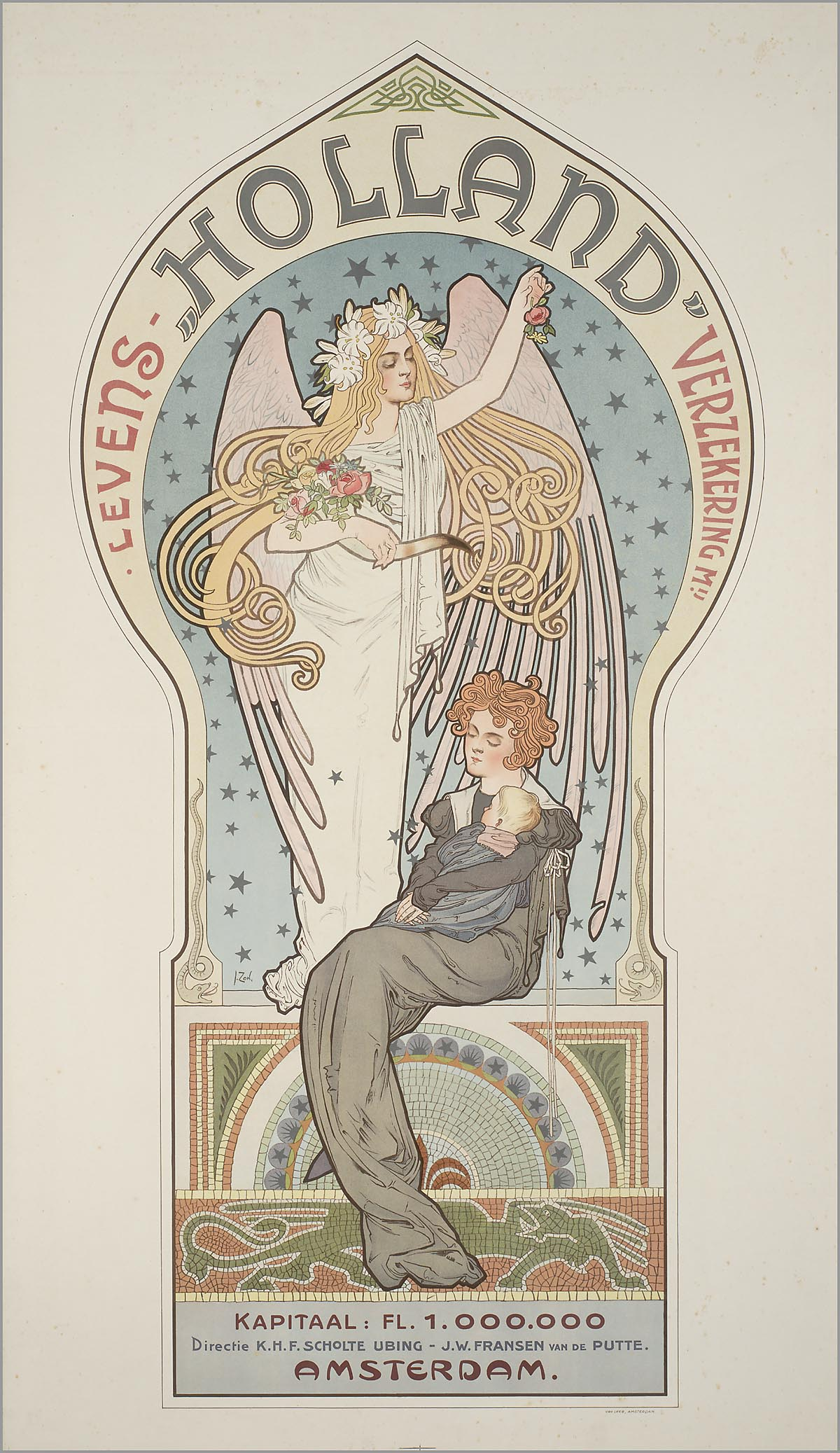
Levensverzekering Mij. Holland
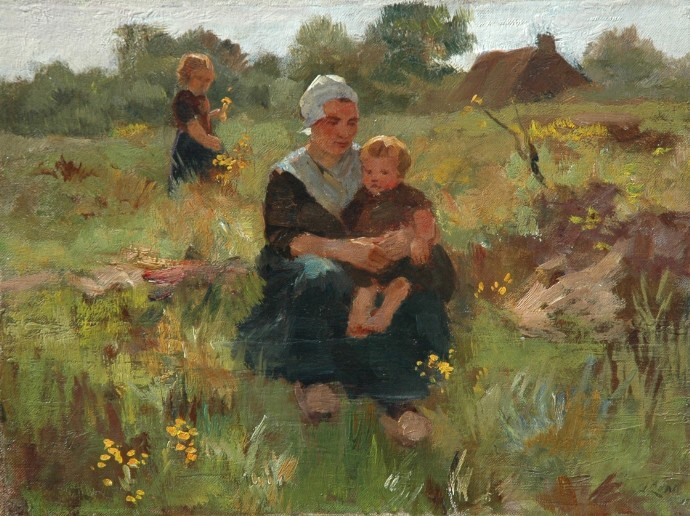
Zomerse dag op het veld
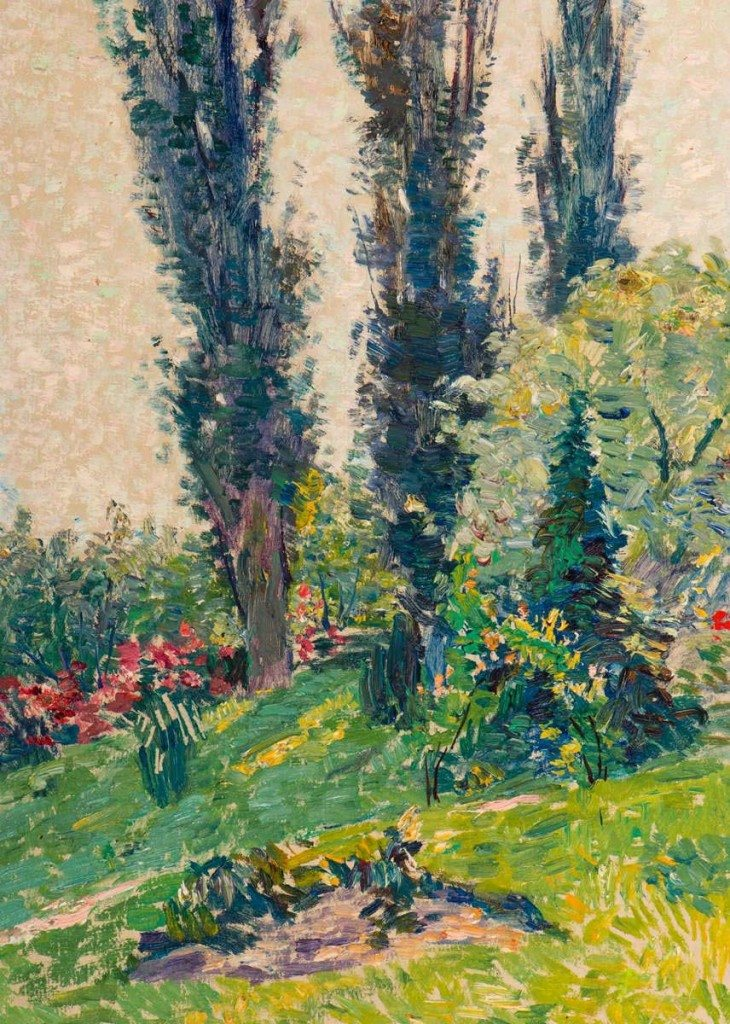
Zomertuin
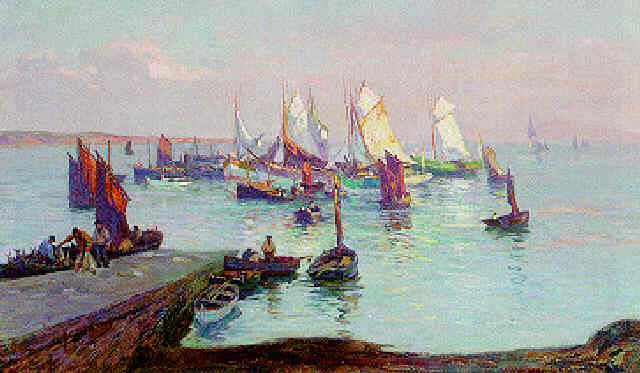
Tonijnvissers in een haven aan de Middellandse Zee